# مصطفى ديالو
مصطفى ديالو (بالفرنسية: Mustapha Diallo)‏ هو لاعب كرة قدم سنغالي، ولد في 14 مايو 1986 في داكار في السنغال. شارك مع منتخب السنغال لكرة القدم. أما مع النوادي، فقد لعب مع راسينغ فيرول ونادي دياراف ونادي غانغون ونادي كلوب بروج.

## وصلات خارجية
- مصطفى ديالو على موقع قاعدة بيانات كرة القدم.إي يو (الإنجليزية)
- مصطفى ديالو على موقع ليكيب (الفرنسية)
- مصطفى ديالو على موقع ناشيونال فوتبول تيمز (الإنجليزية)
- مصطفى ديالو على موقع Soccerway.com (الإنجليزية)
- مصطفى ديالو على موقع AS.com (الإسبانية)